# Mildred Cohn
Pour les articles homonymes, voir Cohn.
Mildred Cohn (12 juillet 1913 - 12 octobre 2009) est une biochimiste américaine.
Son étude des réactions chimiques au sein de cellules animales a mené à une meilleure compréhension des processus biochimiques. Elle fait figure de pionnière dans l'emploi de la résonance magnétique nucléaire pour étudier les réactions enzymatiques, tout particulièrement celles de l'adénosine triphosphate. Elle a reçu la médaille nationale de sciences en 1982.

## Jeunesse
Isidore Cohn et Bertha Klein Cohn, les parents de Cohn, amoureux dès l'enfance, sont juifs. Son père est rabbin. Ils quittent la Russie pour les États-Unis vers 1907. Mildred Cohn est née le 12 juillet 1913 dans le Bronx, où sa famille vivait dans un appartement. Alors que Mildred a 13 ans, son père emménage avec sa famille dans une coopérative de langue yiddish, Heim Gesellschaft, qui met fortement l'accent sur l'éducation, les arts, la justice sociale, et la préservation de la culture yiddish.

## Carrière
Cohn est diplômée de l'école secondaire à l'âge de 14 ans. Elle poursuit ses études au Hunter College, qui était à la fois gratuit et ouvert à toutes les femmes qualifiées, sans distinction de race, de religion ou d'origine ethnique. Elle obtient son diplôme avec distinction en 1931. Elle parvient à financer une seule année à l'université Columbia, mais n'est pas éligible pour un poste d’assistanat parce qu'elle est une femme. Après avoir obtenu son diplôme en 1932, elle travaille pour le Comité consultatif national de l'aéronautique pendant deux ans. Même si elle a un superviseur encourageant, elle est la seule femme parmi 70 hommes, et on lui annonce qu'elle ne sera jamais promue. Elle retourne alors à Columbia, sous la direction de Harold Urey, qui vient de remporter le prix Nobel.  À l'origine, Cohn travaille sur l'étude de différents isotopes de carbone. Cependant, son équipement ne fonctionne pas et elle ne peut terminer ce projet. Elle continue à écrire son mémoire de doctorat sur les isotopes de l'oxygène et obtient son doctorat en chimie physique en 1938.
Sur la recommandation d'Urey, elle obtient un poste d'associée de recherche dans le laboratoire de Vincent du Vigneaud à l'université Washington de Saint-Louis. Là, Cohn mène des études postdoctorales sur le métabolisme du soufre et des acides aminés, en employant des isotopes radioactifs de soufre. Elle est la première à utiliser des traceurs isotopiques pour examiner le métabolisme de composés contenant du soufre. Quand du Vigneaud déplace son laboratoire au Cornell University Medical College de New York, elle le suit avec son mari, le physicien Henry Primakoff,.
En 1946, Henry Primakoff accepte un poste de professeur à l’université de Washington. Cohn y obtient un poste de recherche avec Carl et Gerty Cori dans leur laboratoire de biochimie à l’école de médecine. Là, elle peut choisir ses sujets de recherche. Elle utilise la résonance magnétique nucléaire pour étudier la réaction du phosphore avec l'ATP, ce qui révèle des informations considérables sur la structure de l'ATP et sur sa biochimie, dont la phosphorylation oxydative, et sur le rôle des ions divalents dans la conversion enzymatique de l'ATP et l'ADP.
Interrogée plus tard sur ses moments les plus enthousiasmants en science, Cohn répond : “En 1958, j’ai utilisé la résonance magnétique nucléaire, j’ai vu les trois premiers pics de l'ATP. C’était palpitant. J’ai pu distinguer les trois atomes de phosphore de l'ATP avec une méthode spectroscopique, ce qui n'avait jamais été fait avant.” Cohn a utilisé un radio-isotope de l'oxygène pour découvrir comment la phosphorylation et l'eau font partie du système de transport d'électrons de la phosphorylation oxydative de la voie métabolique, un processus omniprésent dans tous les organismes aérobies pour produire à partir de nutriments de l'énergie sous forme d'ATP. Elle a expliqué comment les ions métalliques divalents sont impliqués dans les réactions enzymatiques de l'ADP et l'ATP en étudiant les spectres RMN des noyaux du phosphore, et leur changement structurel en présence de différents ions divalents.
En 1958, elle est promue maîtresse de conférences. En 1960, Cohn et son mari sont alors membre de l’université de Pennsylvanie. Mildred est nommée maître de conférences de biophysique et de biochimie physique, et elle devient professeure à temps plein l'année suivante,. En 1964, elle est la première femme à recevoir le Lifetime career award de l'American Heart Association (AHA), à laquelle elle a assuré son soutien jusqu'à l'âge de soixante-cinq ans. En 1971, elle est élue à l'Académie nationale des sciences (États-Unis). En 1982, elle prend sa retraite comme professeur émérite de chimie physiologique.
Au cours de sa carrière, Mildren Cohn a travaillé avec quatre lauréats du prix Nobel : Harold Urey, prix Nobel de chimie en 1934, Carl et Gerty Cori, prix Nobel de physiologie ou de médecine en 1947, et Vincent du Vigneaud, prix Nobel de chimie en 1955.

## Reconnaissance
Cohn a écrit 160 articles, principalement sur l'utilisation de la résonance magnétique nucléaire pour étudier l'ATP, son sujet de recherche principal. Elle a reçu plusieurs doctorats à titre honorifique.
Elle a reçu la médaille Garvan-Olin de la Société américaine de chimie en 1963. En 1968, elle a été élue membre de l'Académie américaine des arts et des sciences. Elle a reçu la médaille Elliott Cresson (en) de l'Institut Franklin en 1975, pour son travail sur l'analyse des complexes enzymatiques par résonance magnétique nucléaire. Elle a reçu le prix international de l'Organisation des femmes biochimistes en 1979. Elle a reçu la médaille Chandler (en) de l'université Columbia en 1986.
En 1983, le président Ronald Reagan lui a remis la National Medal of Science pour l’utilisation innovatrice de traceurs isotopiques stables et de spectroscopie de la résonance magnétique nucléaire dans l'étude des mécanismes de catalyse enzymatique.
Pendant sa carrière, Cohn a été la première femme nommée au comité éditorial du Journal of Biological Chemistry, où elle a été rédactrice de 1958 à 1963 et de 1968 à 1973. Elle a aussi été la première femme à devenir présidente de la Société Américaine de Biochimie et de Biologie Moléculaire (en), et la première femme enquêtrice pour l'American Heart Association, (AHA). En 2009, elle a été ajoutée au National Women's Hall of Fame à Seneca Falls (en) dans l'état de New York,.

## Mariage
Mildred Cohn a été mariée au physicien Henry Primakoff de 1938 jusqu'à sa mort en 1983. Ils ont eu trois enfants ; tous ont obtenu des doctorats. Mildred Cohn est citée dans le livre d’Elga Wasserman, The Door in the Dream: Conversations with Eminent Women in Science, quand elle dit : « Ma plus grande chance a été d'épouser Henry Primakoff, un excellent scientifique qui m’a traitée comme une égale intellectuelle, qui est toujours parti du principe que je devrais poursuivre une carrière scientifique, et qui s’est comporté en conséquence »,